# Bambu-imperial
O bambu imperial ou bambu brasileiro por causa de sua coloração verde e amarela (Phyllostachys castillonis) é uma planta da família das gramíneas.
A autoridade científica da espécie é (Marliac ex Carrière) Mitford, tendo sido publicada em The Bamboo Garden 47: 3. 1895.
Segundo o The Plant List trata-se de um sinónimo de Phyllostachys bambusoides Siebold & Zucc.
Nativa do Japão. Possui colmos amarelos com listas verde-claras e é cultivada como ornamental.